# Gabriel Petrović
Gabriel Petrović, född 25 maj 1984 i Solna, är en svensk före detta fotbollsspelare som spelade som mittfältare, senast för finska IFK Mariehamn, vilka han även spelade för 2006. Han har tidigare även spelat för AIK, Café Opera, Väsby United och IF Brommapojkarna.